# Too Low for Zero
Albums de Elton John
Jump Up!
(1982) Breaking Hearts
(1984)
Singles
1. I Guess That's Why They Call It the Blues
Sortie : avril 1983
2. I'm Still Standing
Sortie : juillet 1983
3. Kiss the Bride
Sortie : 1983
4. Cold as Christmas (In the Middle of the Year) / Crystal
Sortie : 1983
5. Too Low for Zero
Sortie : 1984

Too Low for Zero (stylisé 2 ↓ 4 0 sur la pochette) est le dix-septième album d'Elton John enregistré en studio, paru en 1983. 

## Historique
Cet album célèbre le retour de Bernie Taupin pour l'écriture de toutes les paroles, ce qui n'était plus le cas depuis l'album Blue Moves (1976). Par ailleurs, Elton John retrouve certains musiciens de son groupe accompagnateur des années 1970 (le bassiste Dee Murray, le batteur Nigel Olsson le guitariste Davey Johnstone) ainsi que le percussionniste Ray Cooper, Kiki Dee et la harpiste Skaila Kanga. À la suite du départ de James Newton Howard, Elton John joue lui-même du synthétiseur.
Elton John revient après une période difficile et peu productive, répondant aux critiques avec la chanson I'm Still Standing, second single extrait de l'album. Très marqué par le son prédominant des claviers, Too Low For Zero renferme trois autres singles : I Guess That's Why They Call It the Blues, Kiss the Bride ainsi que le titre éponyme. Cold as Christmas (In the Middle of the Year) sortira également dans certains pays avec Crystal.

## Accueil
En France, l'album s'est vendu à 318 600 exemplaires.
En 2015, Matt Springer de Ultimate Classic Rock réalise un classement des albums d'Elton John et classe cet album cinquième sur trente-deux. Il met en avant la richesse musicale de cet album et pense notamment que I Guess That's Why They Call It The Blues est l'un des meilleurs enregistrements vocaux d'Elton John.

## Liste des titres
Toutes les chansons sont composées par Elton John et écrites par Bernie Taupin sauf indication contraire.

### Face 1
1. Cold as Christmas (In the Middle of the Year) – 4:19
2. I'm Still Standing – 3:02
3. Too Low for Zero – 5:46
4. Religion – 4:05
5. I Guess That's Why They Call It The Blues (Elton John, Bernie Taupin, Davey Johnstone) – 4:41

### Face 2
1. Crystal – 5:05
2. Kiss the Bride – 4:22
3. Whipping Boy – 3:43
4. Saint – 5:17
5. One More Arrow – 3:34

### Titres bonus
En 1998, Mercury Records réédite l'album avec des titres bonus
1. Earn While You Learn (John) – 6:46
  - Face B de I'm Still Standing enregistrée en 1978
2. Dreamboat – 7:34
  - Face B également enregistrée en 1978, musique d'Elton John et Tim Renwick avec des paroles de Gary Osborne
3. The Retreat – 4:46 (John, Taupin)
  - Face B, au Royaume-Uni, de Princess, enregistrée en août 1979 durant les sessions de l'album 21 at 33

## Musiciens
La numérotation des chansons fait référence aux versions CD et numériques de l'album.
- Elton John – chant, choeurs, piano acoustique (1–5, 8, 10), piano électrique Fender Rhodes (1), synthétiseur (1–7, 9), clavinet (9)
- Davey Johnstone – guitare acoustique (1, 4, 5, 6, 9), guitare électrique (2-10), chœurs
- Dee Murray – basse, chœurs
- Nigel Olsson – batterie, tambourin sur "Whipping Boy", chœurs
- Ray Cooper - percussions sur "Cold as Christmas (In the Middle of the Year)"
- Skaila Kanga – harpe sur "Cold as Christmas (In the Middle of the Year)"
- Kiki Dee - chœurs sur "Cold as Christmas (In the Middle of the Year)"
- Stevie Wonder - harmonica sur "I guess that's why they call it the blues"
- James Newton Howard – arrangements de cordes sur "One More Arrow"

### Sur les titres bonus
- Produit par Elton John et Clive Franks
- Elton John – piano acoustique sur "Earn While You Learn" et "The Retreat", orgue sur "Earn While You Learn" et "Dreamboat", Fender Rhodes sur "Dreamboat", mellotron sur "Earn While You Learn", chœurs sur "Dreamboat et "The Retreat"
- David Paich – orgue Hammond sur "The Retreat"
- James Newton-Howard – synthétiseur sur "The Retreat"
- Tim Renwick – guitare sur "Earn While You Learn" et "Dreamboat"
- Steve Lukather – guitare sur "The Retreat"
- Clive Franks – basse sur "Earn While You Learn" et "Dreamboat"
- Reggie McBride – basse sur "The Retreat"
- Steve Holley - batterie sur "Earn While You Learn" et "Dreamboat"
- Alvin Taylor – batterie sur "The Retreat"
- Ray Cooper - tambourin sur "Earn While You Learn" et "Dreamboat", triangle sur "Earn While You Learn"
- Paul Buckmaster – arrangements d'orchestre sur "Dreamboat"

## Classements et certifications
| Pays et classement                          | Meilleure position |
| ------------------------------------------- | ------------------ |
| Australie - Kent Music Report               | 2                  |
| Canada - RPM Albums Chart                   | 17                 |
| Pays-Bas - MegaCharts                       | 28                 |
| France - SNEP                               | 11                 |
| Japon - Oricon                              | 71                 |
| Nouvelle-Zélande                            | 2                  |
| Norvège - VG-lista                          | 6                  |
| Espagne                                     | 7                  |
| Suède - Sverigetopplistan                   | 30                 |
| Suisse - Schweizer Hitparade                | 6                  |
| Royaume-Uni - UK Albums Chart               | 7                  |
| États-Unis - Billboard 200                  | 25                 |
| Allemagne de l'Ouest - Media Control Charts | 5                  |

| Pays et classement (1983)  | Position |
| -------------------------- | -------- |
| Australie                  | 3        |
| Canada                     | 79       |
| France                     | 11       |
| Royaume-Uni                | 16       |
| Pays et classements (1984) | Position |
| Australie                  | 8        |
| Royaume-Uni                | 74       |

| Pays et classement (1980–1989) | Position |
| ------------------------------ | -------- |
| Australie                      | 7        |

### Certifications
| Pays                    | Certification | Ventes certifiées |
| ----------------------- | ------------- | ----------------- |
| Australie (ARIA)        | 6 × Platine   | 420 000           |
| Canada (Music Canada)   | Platine       | 100 000           |
| France (SNEP)           | Or            | 318 600           |
| Allemagne (BVMI)        | Or            | 250 000           |
| Nouvelle-Zélande (RMNZ) | Platine       | 15 000            |
| Royaume-Uni (BPI)       | Platine       | 300 000           |
| États-Unis (RIAA)       | Platine       | 1 000 000         |